# Хигасицугару
Хигасицугару (яп. 東津軽郡 Хигасицугару-гун) — уезд, расположенный в префектуре Аомори (Япония). Состоит из двух изолированных участков — разделены городом Аомори, который ранее был в составе уезда.
Площадь — 652.83 км², Население — 24 011 человек (на 2013 год).

## Населённые пункты
- посёлок Имабецу
- село Йомогита
- посёлок Сотогахама
- посёлок Хиранай

## История

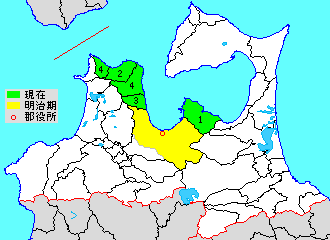
Расположение уезда на карте префектуры Аомори
зелёный — современная территория
зелёный+жёлтый — территория начала Период Мэйдзи
НП уезда:
1. Хиранай, 2. Имабецу, 3. Канита, 4. Сотогахама

Изначально уезд был в составе провинции Муцу. В период Реставрации Мэйдзи в 1868 году, уезд состоял из одного посёлка (ныне город Аомори) и 137 сёл, под контролем княжества Хиросаки, а также 28 сёл — Куроиси. Префектура Аомори была образована 13 декабря 1871 года. Новый уезд был создан, путём выделения из уезда Цугару, 30 октября 1878 года. С созданием муниципальной системы 1 апреля 1889 года, в состав уезда вошли 1 посёлок (Аомори) и 24 села.
Преобразования уезда:
- 1898 год — посёлок Аомори был выделен из состава уезда и получил статус города.
- 5 сёлам был присвоен статус посёлка: 1919 — Aburakawa, 1928 — Kominato, 1941 — Kanita, 1951 — Tsutsui, 1955 — Имабецу.
- 1939 год — посёлок Абуракава был выделен из состава уезда и вошёл в город Аомори.
- 1955 год — был образован новый посёлок Хиранай, путём объединения посёлка Коминато и 2 сёл (Nishihiranai, Higashihiranai).
- 28 марта 2005 года — был образован новый посёлок Сотогахама, путём объединения посёлка Канита и 2 сёл (Tairadate, Minmaya).